# Henryk Kasprzak
Henryk Kasprzak (ur. 1947 w Kędzierzynie) – polski fizyk. Prof. dr hab. inż. Kierownik Zespołu naukowo-badawczego Optyki Widzenia w Instytucie Fizyki Wydziału Podstawowych Problemów Techniki Politechniki Wrocławskiej.

## Życiorys
Urodził się w rodzinie Michała i Marty Kasprzaków. W 1966 r. ukończył technikum mechaniczne w Raciborzu i rozpoczął studia na Politechnice Wrocławskiej. W 1971 r. uzyskał tytuł magistra inżyniera, w 1980 r. stopień doktora, a w 1993 roku uzyskał stopień doktora habilitowanego. W 1999 r. został profesorem nadzwyczajnym, a w dniu 23 marca 2001 otrzymał nominację profesorską. W latach 2008–2012 prodziekan ds. badań naukowych i organizacji na Wydziale Podstawowych Problemów Techniki Politechniki Wrocławskiej.
Obecnie jest pracownikiem Katedry Optyki I Fotoniki na Wydziale Podstawowych Problemów Techniki Politechniki Wrocławskiej.
Prof. Kasprzak jest członkiem komitetu naukowego czasopism Optica Applicata (od 2003 r.) i Optik (od. 2004 r.) oraz członkiem:
- European Optical Society, od 2002 r.;
- Optics within Life Sciences, od 1992 r.;
- Deutsche Gesellschaft für Angewandte Optik, od 2004 r.

W latach 1993–2005 współpracował z Helsińską Fundacją Praw Człowieka. Uczestniczył w seminariach i projektach praw człowieka w Rosji, Ukrainie, poradzieckich republikach Azji Centralnej i Kaukazu oraz Albanii.

## Nagrody i odznaczenia
- Medal Komisji Edukacji Narodowej 2009[6]
- Złoty Krzyż Zasługi – 1995 r.
- Nagroda Ministra Szkolnictwa Wyższego za pracę doktorską – 1980.

## Publikacje
Autor i współautor 140 publikacji naukowych, dwóch patentów i ośmiu zgłoszeń patentowych.